# 千葉敬愛高等学校
千葉敬愛高等学校（ちばけいあいこうとうがっこう）は、千葉県四街道市四街道にある私立高等学校。

## 設置学科
- 普通科
  - 特別進学コース
  - 総合進学コース

## 沿革
- 1925年 - 関東中学校として設立。
- 1926年 - 財団法人関東中学校として文部大臣に認可される。
- 1928年 - 夏の甲子園大会に初出場する。
- 1934年 - 夏の甲子園大会に2度目の出場を果たす。
- 1948年 - 学制改革により関東中学校が千葉関東高等学校となる。
- 1958年 - 千葉敬愛高等学校と改称。
- 1964年 - 千葉県四街道市四街道1522に移転。
- 2000年 - 内黒田グラウンド完成。
- 2006年 - 新校舎完成。

## 部活動
| 運動部 - 硬式野球部 - サッカー部 - ソフトボール部 - ダンス部 - 硬式テニス部（男女） - ソフトテニス部（男女） - バスケットボール部（男女） - バドミントン部（男女） - バレーボール部（男女） - バトン部 - 剣道部 - 柔道部 - 水球部 - 卓球部（男女） - 陸上競技部 | 文化部 - マーチングバンド部 - 演劇部 - 家庭部 - 軽音楽部 - 茶道部 - 自然科学部 - 写真部 - 書道部 - 美術部 - 弁論部 - 漫画研究部 - ESS同好会 - 囲碁・将棋同好会 - e-sports同好会 - ボランティア同好会 - 合唱同好会 |

## 系列校
- 学校法人千葉敬愛学園
  - 敬愛大学（千葉市稲毛区）
  - 敬愛短期大学（千葉市稲毛区）
  - 敬愛学園高等学校（千葉市稲毛区）
  - 敬愛短期大学附属幼稚園（千葉市美浜区）
- 学校法人長戸路学園
  - 敬愛大学八日市場高等学校（匝瑳市）
  - 横芝敬愛高等学校（山武郡横芝光町）
- 社会福祉法人敬愛
  - さくら敬愛保育園（佐倉市）

## 交通
JR総武本線・成田線四街道駅より徒歩7分。

## 著名な出身者
- 立野信之（小説家）
- 山本尚敏（元プロ野球選手）
- 飯塚達雄（元プロ野球選手）
- 長島進（元プロ野球選手）
- 在原兵次（元プロ野球選手）
- 本間進（千葉県議会議員）
- 並樹史朗（俳優）
- 外山英明（元バスケットボール選手）
- 木村哲也（前衆議院議員）
- 岩田まこ都（フリーアナウンサー）
- 大坂敏久（NHKアナウンサー）
- 小堀佑介（元プロボクサー）
- 松田光（ソフトボール選手）
- 鈴木竜生（オートバイレーサー）
- 氣田亮真（サッカー選手)

## 不祥事
男子生徒ら11人が共謀して2018年9月中旬～11月中旬ごろ、他の生徒の現金や電子辞書（計約28万円）を盗み、一部をフリーマーケットアプリ「メルカリ」で販売した。四街道警察署は2020年2月21日までに、元生徒ら11人を窃盗などの疑いで千葉地方検察庁に書類送検した。本校に通っていた10人は自主退学。